# Trevi nel Lazio
Trevi nel Lazio – miejscowość i gmina we Włoszech, w regionie Lacjum, w prowincji Frosinone.
Według danych na rok 2004 gminę zamieszkiwało 1825 osób, 33,8 os./km².